# Daihatsu Materia
La Daihatsu Materia est une automobile du constructeur automobile japonais Daihatsu, présentée au Japon en mai 2006, puis lancée en Europe en septembre de la même année à l'occasion du Mondial de l'automobile de Paris de 2006.

## Présentation
Son allure cubique est liée au fait qu'au Japon, où elle est appelée Daihatsu Coo, elle est également diffusée chez Toyota où elle constitue la deuxième génération de Toyota bB, "icône" cubique dont la première génération fut lancée en 2000. Avant tout étudiées pour être diffusées au Japon, les Materia/bB/Dex ne disposent pas de diesel. La Materia est motorisée par un quatre cylindres de 1,3 litre type K3-VE (2SZ-FE chez Toyota), auquel est adjoint peu après un 1,5 litre (type 3SZ-VE). Materia/Coo et bB ne diffèrent l'une de l'autre que par quelques détails esthétiques comme la calandre. De novembre 2008 à octobre 2011, elle fut commercialisée par la marque Subaru sous le nom de Subaru Dex, dans des quantités très limitées et au Japon uniquement..
Parfois classée à tort dans la catégorie des monospaces, la Materia est simplement une petite berline un peu haute. Élaborée sur une plate-forme de Toyota Yaris elle optimise, par ses formes cubiques, l'espace à bord et correspond avant tout aux exigences du marché nippon ; elle offre ainsi, notamment, des sièges faisant couchette. Sur son marché national, elle est la rivale directe de la Nissan Cube qui épouse comme elle le principe du "cube à roulettes".
La Materia est commercialisée en France à partir de janvier 2007 en une seule motorisation (1,5 litre), deux transmissions (boîte manuelle 5 vitesses ou automatique à 4 rapports) et avec un équipement complet. Elle est épaulée dès octobre 2008 par une version 1,3 litre à la présentation et l'équipement identiques. La gamme est réduite en octobre 2010 avec la suppression du 1,5 litre en boîte manuelle. En raison des méventes de la marque en Europe, la Materia n'est plus disponible depuis le début de l'année 2011. La production de la Materia / Coo est arrêtée en décembre 2012. Au Japon, la Toyota bB est toujours commercialisée.
Les différents types de Materia :
- M401S : 1,3 litre, deux roues motrices,
- M411S : 1,3 litre, quatre roues motrices,
- M402S : 1,5 litre, deux roues motrices,
- M412S : 1,5 litre, quatre roues motrices.